# Просілне
Просі́лне — суп, що згадується Іваном Котляревським у поемі Енеїда, у вигляді юшки з м'ясом, з додаванням бурякової юшки та вушок.

## Рецепт
Приготувати юшку з м'ясом та корінням (селери, петрушки тощо). Окремо кришиться червоний буряк і відварюється у воді з оцтом. Окремо відварюються вушка з м'ясом. Перед подачею, вушка кладуться у миску, заливаються червоною юшкою з буряка, після чого заливаються першою юшкою.